# 12 de julho na Universíada de Verão de 2009
O dia 12 de julho de 2009 será o décimo terceiro e último dia de competições da Universíada de Verão de 2009. Ocorrerá também a cerimônia de encerramento. Serão disputadas as duas últimas modalidades: o atletismo e o polo aquático e as onze últimas finais. A último prova a ser disputada será o revezamento 4 x 400m masculino (atletismo) que acontecerá por volta de 14 horas e 35 minutos (horário local da Sérvia) no Estádio Estrela Vermelha.

## Modalidades
- Atletismo
- Polo aquático

## Campeões do dia
Esses foram os "campeões" (medalhistas de ouro) do dia:
| Medalhas de Ouro | Medalhas de Ouro | Medalhas de Ouro | Medalhas de Ouro | Medalhas de Ouro | Medalhas de Ouro |
| Modalidades      | Evento           | País             | Atleta(s)        | Recorde          | Ref.             |
| ---------------- | ---------------- | ---------------- | ---------------- | ---------------- | ---------------- |

## Líderes do quadro de medalhas ao final do dia
| Ordem | País | Medalha de ouro | Medalha de prata | Medalha de bronze |  |
| ----- | ---- | --------------- | ---------------- | ----------------- |  |